# Julio Villar
Julio Villar Gurrutxaga (San Sebastián, 26 de mayo de 1943) es un viajero, escritor y alpinista español. Característica esencial en sus desplazamientos por la montaña, el mar o los caminos, es su afición a viajar solo. Él mismo ha definido su actitud vital con la frase “vivo marchándome”, dentro de una filosofía que reivindica el aspecto sagrado del paisaje y el silencio.

## Biografía
Nacido en San Sebastián en 1943 en una familia de seis hermanos, comenzó a escalar en 1962 y dejó los estudios para dedicarse por completo a sus actividades como montañero y viajero solitario, decisión en la que fue apoyado por su familia, en especial por su padre, cuyo espíritu de viajero frustrado se vería realizado en Julio. Guía de montaña, tanto en los Alpes como en los Pirineos, llegaría a ganarse el título de "uno de los pioneros del alpinismo difícil en nuestro país" (España). En 1966, intentando la ascensión integral de Peuterey, un grave accidente bajo la Brecha de las Damas Inglesas le llevaría a planear durante su larga convalecencia una travesía náutica de cuatro años de duración a bordo de un pequeño velero de siete metros de eslora, el Mistral. El diario de viaje, recogido en un personal cuaderno de bitácora, se convertiría con el tiempo en un clásico para aventureros del mar. A sus 25 años, Villar partió del puerto de Barcelona en la primavera de 1968, en una modesta nave de fibra construida en Francia y bautizada Mistral; con ella puso rumbo al Magreb, cruzó el Atlántico fondeando en Antillas y el Caribe, y pasó al Pacífico por el canal de Panamá. Navegó por las islas Galápagos, las Marquesas, Tahití, Nuevas Hébridas y las Fiyi; llegó a Oceanía y bordeando Nueva Zelanda, Australia y el Mar de Coral, navegó por el océano Índico hasta Madagascar y Mozambique, para bajar luego hasta Ciudad del Cabo y remontar el Atlántico de nuevo por la isla de Santa Helena y el nordeste de Brasil, cerrando su travesía en el verano de 1972 en el puerto de Lequeitio, como algunos históricos navegantes del XVIII. Habían trascurrido cuatro años y medio de navegación solitaria alrededor del mundo, "38.000 millas marinas, en una de las embarcaciones más ligeras que ha circunvalado el mundo".
Su siguiente viaje lo inició de modo participativo, como integrante de la expedición Tximist al monte Everest en 1974, que le daría la oportunidad de un errabundo y solitario paseo por Nepal, la India, Pakistán y Afganistán.
En 1986 publicó Viaje a pie, un relato íntimo, casi poético, del periplo otoñal que le llevó desde el barrio de Karrika hasta el Mediterráneo; caminando por la montaña vasca y tierras navarras, aragonesas y catalanas, Villar reflejó la experiencia de su solitario viaje contemplativo y elemental "como un humilde aprendiz de Basho".
En enero de 2016 se estrenó la versión dramatizada de su libro '¡Eh, Petrel! Cuaderno de un navegante solitario', a cargo de Mikel Sarriegi al frente la compañía Astrolabium Teatroa, en Albaola Itsas Kultur Faktoria de Pasaia (Guipúzcoa), y dentro del programa Itsasgileak, iniciativa de Albaola y Donostia 2016 para la difusión del patrimonio cultural marítimo vasco.
Villar, que a lo largo de su vida ha continuando navegando y caminando, vive desde la década de 1970 en una pequeña casa cerca del mar, junto a la desembocadura del Ebro, en el límite sur del Campo de Tarragona y es padre de tres hijas.

## Libros
- ¡Eh, Petrel! Cuaderno de un navegante solitario (1974).[6]
- Viaje a pie (1986).[9]